# Cruchten
Cruchten är en ort i Luxemburg.   Den ligger i distriktet Luxemburg, i den centrala delen av landet, 20 kilometer norr om huvudstaden Luxemburg. Cruchten ligger 270 meter över havet och antalet invånare är 404.
Terrängen runt Cruchten är platt åt sydost, men åt nordväst är den kuperad.  Runt Cruchten är det ganska tätbefolkat, med 149 invånare per kvadratkilometer.. Närmaste större samhälle är Limpertsberg, 19,0 kilometer söder om Cruchten. 
I omgivningarna runt Cruchten växer i huvudsak blandskog.